# Treat Williams
Richard Treat Williams (Stamford, 1º dicembre 1951 – Albany, 12 giugno 2023) è stato un attore e cantante statunitense.

## Biografia
Iniziò la sua carriera calcando i palcoscenici teatrali, dove portò in scena sia classici, sia musical nei teatri di Broadway, in particolare con lo spettacolo Grease. La sua prima apparizione cinematografica risale al 1976 nel film Carrel agente pericoloso, cui seguì nel 1979 un ruolo nella trasposizione cinematografica che Miloš Forman aveva ricavato dal musical Hair, per cui Williams ottenne una candidatura ai Golden Globe. Nello stesso anno ebbe un ruolo in 1941 - Allarme a Hollywood di Steven Spielberg, mentre due anni dopo l'attore recitò in Il principe della città di Sidney Lumet, per il quale ottenne una seconda candidatura ai Golden Globe.
Recitò complessivamente in più di 70 film, tra i quali C'era una volta in America (1984) di Sergio Leone, L'ora della violenza 2 (1998), In fondo al cuore (1999), con Michelle Pfeiffer, e Miss F.B.I. - Infiltrata speciale (2005), con Sandra Bullock nel ruolo di protagonista. Nel 2001 cantò nel musical di Broadway Follies e vinse il Drama League Award. Dal 2002 al 2006 fu protagonista della serie tv Everwood nei panni del Dr. Andy Brown, famoso neurochirurgo che si trasferisce con i figli (interpretati da Gregory Smith e Vivien Cardone) nel fittizio paesino omonimo in Colorado.
Dal 2016 al 2022 fu co-protagonista della serie televisiva Chesapeake Shores nella quale interpretò Mick O'Brien, patriarca dell'omonima famiglia. Tra il 2016 e il 2023 prese parte a diversi episodi di Blue Bloods.
Il 12 giugno 2023, Williams venne investito da un'auto mentre guidava la sua moto sulla Vermont Route 30, vicino a Dorset: trasportato in elisoccorso all'Albany Medical Center, morì poco dopo all'età di 71 anni.

## Filmografia

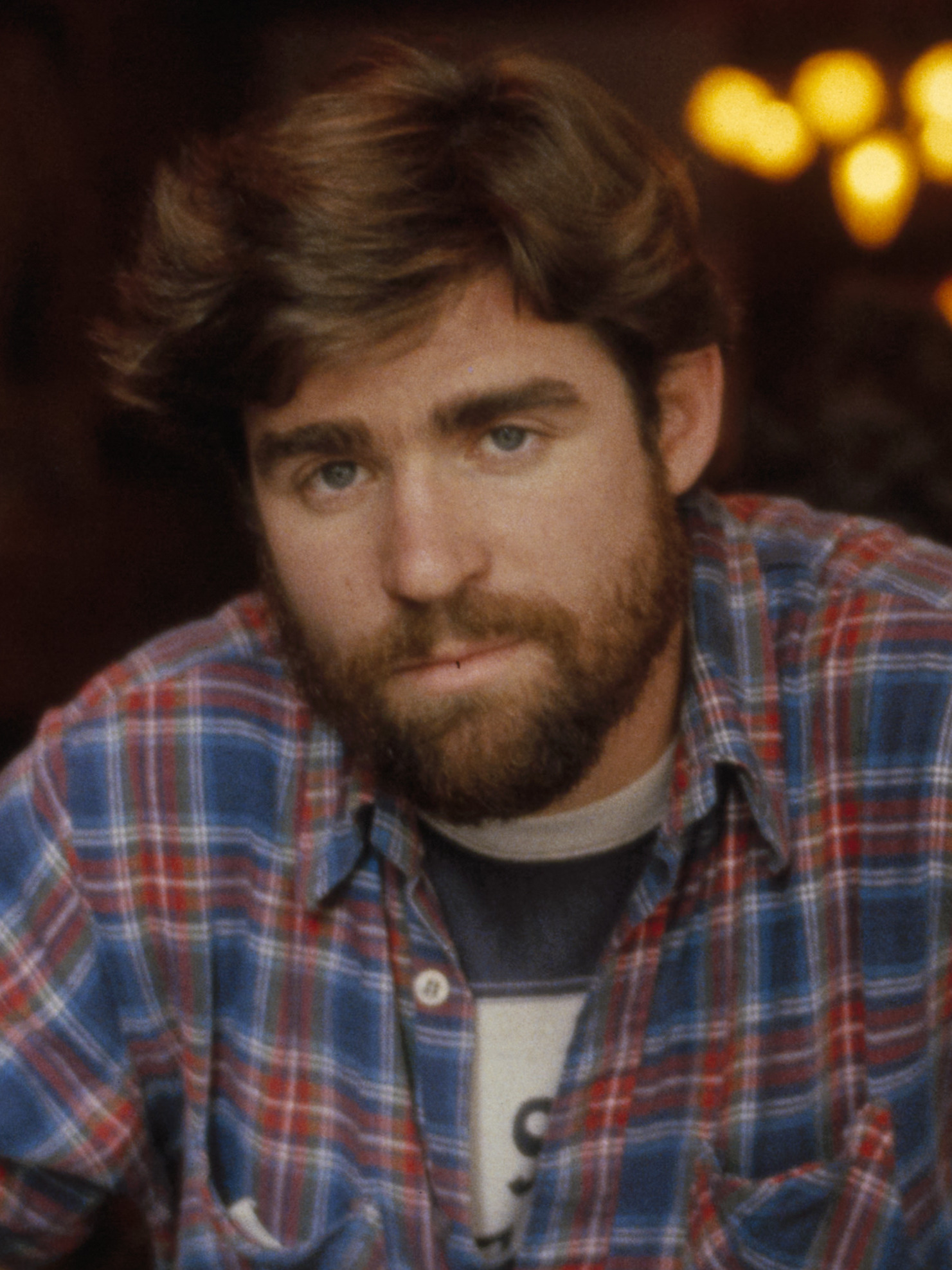
Treat Williams agli esordi nel 1981

### Cinema
- Carrel agente pericoloso (Deadly Hero), regia di Ivan Nagy (1976)
- Il vizietto americano (The Ritz), regia di Richard Lester (1976)
- Il maratoneta (Marathon Man), regia di John Schlesinger (1976)
- La notte dell'aquila (The Eagle Has Landed), regia di John Sturges (1976)
- Hair, regia di Miloš Forman (1979)
- 1941 - Allarme a Hollywood (1941), regia di Steven Spielberg (1979)
- L'Impero colpisce ancora (The Empire Strikes Back), regia di Irvin Kershner (1980)
- Why Would I Lie?, regia di Larry Peerce (1980)
- Il principe della città (Prince of the City), regia di Sidney Lumet (1981)
- Caccia implacabile (The Pursuit of D.B. Cooper), regia di Roger Spottiswoode (1981)
- Stangata napoletana, regia di Vittorio Caprioli (1983)
- C'era una volta in America (Once Upon a Time in America), regia di Sergio Leone (1984)
- Flashpoint, regia di William Tannen (1984)
- La prima volta (Smooth Talk), regia di Joyce Chopra (1985)
- Club di uomini (The Men's Club), regia di Peter Medak (1986)
- Dolci bugie (Sweet Lies), regia di Nathalie Delon (1988)
- Russicum - I giorni del diavolo, regia di Pasquale Squitieri (1988)
- La notte degli squali, regia di Tonino Ricci (1988)
- Sbirri oltre la vita (Dead Heat), regia di Mark Goldblatt (1988)
- Il cuore di Dixie (Heart of Dixie), regia di Martin Davidson (1989)
- Oltre l'oceano, regia di Ben Gazzara (1990)
- Il grande fiume del Nord (Where the Rivers Flow North), regia di Jay Craven (1993)
- Fratelli di sangue (Hand Gun), regia di Whitney Ransick (1994)
- Mister Dog, regia di Gianpaolo Tescari (1995)
- The Taming Power of the Small, regia di Wayne Powers (1995)
- Cosa fare a Denver quando sei morto (Things to Do in Denver When You're Dead), regia di Gary Fleder (1995)
- Scomodi omicidi (Mulholland Falls), regia di Lee Tamahori (1996)
- The Phantom, regia di Simon Wincer (1996)
- L'ombra del diavolo (The Devil's Own), regia di Alan J. Pakula (1997)
- Deep Rising - Presenze dal profondo (Deep Rising), regia di Stephen Sommers (1998)
- In fondo al cuore (The Deep End of the Ocean), regia di Ulu Grosbard (1999)
- Collisione zero (Crash Point Zero), regia di Jim Wynorski (2000)
- Missione ad alto rischio (Critical Mass), regia di Fred Olen Ray (2000)
- Hollywood Ending, regia di Woody Allen (2002)
- Gioco nella tempesta (Gale Force), regia di Jim Wynorski (2002)
- La confraternita (The Circle), regia di Sidney J. Furie (2002)
- Miss F.B.I. - Infiltrata speciale (Miss Congeniality 2: Armed and Fabulous), regia di John Pasquin (2005)
- Moola, regia di Don Most (2007)
- Il nascondiglio (The Hideout), regia di Pupi Avati (2007)
- Notte brava a Las Vegas (What Happens in Vegas), regia di Tom Vaughan (2008)
- Maskerade, regia di Griff Furst (2010)
- Urlo (Howl), regia di Rob Epstein e Jeffrey Friedman (2010)
- 127 ore (127 Hours), regia di Danny Boyle (2010)
- L'estate di Martino, regia di Massimo Natale (2010)
- Il mio angolo di paradiso (A Little Bit of Heaven), regia di Nicole Kassell (2011)
- Attack of the 50ft Cheerleader, regia di Kevin O'Neill (2012)
- Legami di sangue - Deadfall (Deadfall), regia di Stefan Ruzowitzky (2012)
- Reaching for the Moon (Flores Raras), regia di Bruno Barreto (2013)
- Age of Dinosaurs, regia di Joseph J. Lawson (2013)
- A piedi nudi (Barefoot), regia di Andrew Fleming (2014)
- In the Blood, regia di John Stockwell (2014)
- Missione suicida (Operation Rogue), regia di Brian Clyde (2014)
- Ricomincio da me (Second Act), regia di Peter Segal (2018)
- Ubriachi d'amore (Drunk Parents), regia di Fred Wolf (2019)
- Balto e Togo - La leggenda (The Great Alaskan Race), regia di Brian Presley (2019)
- Natale in città con Dolly Parton (Dolly Parton's Christmas on the Square), regia di Debbie Allen (2020)
- Run Hide Fight - Sotto assedio (Run Hide Fight), regia di Kyle Rankin (2021)
- Una squadra di 12 orfani (12 Mighty Orphans), regia di Ty Roberts (2021)

### Televisione
- Dempsey, regia di Gus Trikonis – film TV (1983)
- Un tram che si chiama Desiderio (A Streetcar Named Desire), regia di John Erman – film TV (1984)
- J. Edgar Hoover, regia di Robert E. Collins – film TV (1987)
- Nel regno delle fiabe (Shelley Duvall's Faerie Tale Theatre) – serie TV, episodio 1x25 (1987)
- Echoes in the Darkness, regia di Glenn Jordan – film TV (1987)
- Un'ardente passione (Third Degree Burn), regia di Roger Spottiswoode – film TV (1989)
- Agente speciale Kiki Camarena sfida ai narcos (Drug Wars: The Camarena Story), regia di Brian Gibson – miniserie TV (1990)
- Max e Helen (Max and Helen), regia di Philip Saville – film TV (1990)
- Eddie Dodd – serie TV, 6 episodi (1991)
- L'anima del diavolo (Final Verdict), regia di Jack Fisk – film TV (1991)
- Finché morte non ci separi (Till Death Us Do Part), regia di Yves Simoneau – film TV (1992)
- I racconti della cripta (Tales from the Crypt) – serie TV, 1 episodio (1992)
- The Water Engine, regia di Steven Schachter – film TV (1992)
- Deadly Matrimony, regia di John Korty – miniserie TV (1992)
- Legami d'amore (Bonds of Love), regia di Larry Elikann – film TV (1993)
- La strada per Avonlea (Road to Avonlea) – serie TV, 1 episodio (1993)
- Giustizia per un amico (In the Line of Duty: The Price of Vengeance), regia di Dick Lowry – film TV (1993)
- Good Advice – serie TV, 19 episodi (1993-1994)
- Parallel Lives, regia di Linda Yellen – film TV (1994)
- Nel buio della mente (In the Shadow of Evil), regia di Daniel Sackheim – film TV (1995)
- Johnny's Girl, regia di John Kent Harrison – film TV (1995)
- The Late Shift, regia di Betty Thomas – film TV (1996)
- Merce umana - La fuga (Escape: Human Cargo), regia di Simon Wincer – film TV (1998)
- L'ora della violenza 2 (The Substitute 2: School's Out), regia di Steven Pearl – film TV (1998)
- Trappola in rete (Every Mother's Worst Fear), regia di Bill L. Norton – film TV (1998)
- Preparati a morire (36 Hours to Die), regia di Yves Simoneau – film TV (1999)
- L'ora della violenza 3 (The Substitute 3: Winner Takes All), regia di Robert Radler (1999) – film TV
- Viaggio al centro della Terra (Journey to the Center of the Earth), regia di George Trumbull Miller – miniserie TV (1999)
- Hopewell, regia di Rod Holcomb – film TV (2000)
- L'ora della violenza 4 (The Substitute 4: Failure Is Not an Option), regia di Robert Radler – film TV (2001)
- La stanza chiusa (Skeletons in the Closet), regia di Wayne Powers – film TV (2001)
- Venomous - Città sotto assedio (Venomous), regia di Fred Olen Ray – film TV (2001)
- UC: Undercover – serie TV, 1 episodio (2002)
- Cuori colpevoli (Guilty Hearts), regia di Marcus Cole – film TV (2002)
- Going to California – serie TV, 1 episodio (2002)
- Everwood – serie TV, 89 episodi (2002-2006)
- Brothers & Sisters - Segreti di famiglia (Brothers & Sisters) – serie TV, 4 episodi (2006)
- The Staircase Murders, regia di Tom McLoughlin – film TV (2007)
- Heartland – serie TV, 9 episodi (2007)
- Good Behavior, regia di Charles McDougall – film TV (2008)
- La mia fedele compagna (Front of the Class), regia di Peter Werner – film TV (2008)
- Chasing a Dream, regia di David Burton Morris – film TV (2009)
- Safe Harbor - Un porto sicuro (Safe Harbor), regia di Jerry Jameson – film TV (2009)
- The Storm - Catastrofe annunciata (The Storm), regia di Bradford May – miniserie TV (2009)
- Boston's Finest, regia di Gary Fleder – film TV (2010)
- Oltre la lavagna. La scuola della speranza (Beyond the Blackboard), regia di Jeff Bleckner – film TV (2011)
- Against the Wall – serie TV, 13 episodi (2011)
- Law & Order - Unità vittime speciali (Law & Order: Special Victims Unit) – serie TV, 1 episodio (2011)
- Leverage - Consulenze illegali (Leverage) – serie TV, 1 episodio (2012)
- White Collar – serie TV, 6 episodi (2012-2013)
- Chicago Fire – serie TV, 3 episodi (2013)
- Hawaii Five-0 – serie TV, 2 episodi (2013)
- CSI - Scena del crimine (CSI: Crime Scene Investigation) – serie TV, 1 episodio (2014)
- American Odyssey – serie TV, 13 episodi (2015)
- All Downhill from Here – serie TV, 1 episodio (2015)
- Chesapeake Shores – serie TV, 52 episodi (2016-2022)
- Blue Bloods – serie TV, 6 episodi (2016-2023)
- Natale a Rocky Mountain (Rocky Mountain Christmas), regia di Tibor Takács (2017) – film TV
- We Own This City - Potere e corruzione (We Own This City) – miniserie TV, 2 puntate (2022)
- Feud: Capote vs. The Swans - serie TV, 8 episodi (2024)

### Doppiaggio
- Batman (Batman: The Animated Series) – serie TV, 2 episodi (1992)

## Doppiatori italiani
Nelle versioni in italiano delle opere in cui ha recitato, Treat Williams è stato doppiato da:
- Mario Cordova ne Il principe della città, Miss F.B.I. - Infiltrata speciale, The Storm - Catastrofe annunciata, Chesapeake Shores, Ricomincio da me
- Angelo Maggi in Hollywood Ending, Everwood, Legami di sangue - Deadfall, We Own This City - Potere e corruzione
- Stefano De Sando in Brothers & Sisters - Segreti di famiglia, Notte brava a Las Vegas, La mia fedele compagna, 127 ore
- Luca Biagini in Law & Order - Unità vittime speciali, Leverage - Consulenze illegali, Chicago Fire, Feud
- Carlo Valli in White Collar, Il mio angolo di paradiso, American Odyssey
- Cesare Barbetti in C'era una volta in America, Russicum - I giorni del diavolo
- Federico Danti ne I racconti della cripta, Senza tregua
- Pasquale Anselmo in Cosa fare a Denver quando sei morto, Urlo
- Saverio Indrio in Scomodi omicidi, A piedi nudi
- Manlio De Angelis in La notte dell'aquila
- Giampaolo Saccarola in Hair
- Dario Penne in 1941 - Allarme a Hollywood
- Michele Gammino in Caccia implacabile
- Claudio Capone ne La notte degli squali
- Massimo Lodolo in Nel buio della mente
- Massimo Corvo in Fratelli di sangue
- Gioacchino Maniscalco in The Phantom
- Massimo Rinaldi in Shattered promises
- Sergio Di Stefano ne L'ombra del diavolo
- Francesco Pannofino in Deep Rising - Presenze dal profondo
- Luciano Marchitiello ne L'ora della violenza 2
- Luca Ward in In fondo al cuore
- Rodolfo Bianchi ne La stanza chiusa
- Carlo Marini ne La confraternita
- Ambrogio Colombo in CSI - Scena del crimine
- Claudio Sorrentino ne Il nascondiglio
- Germano Basile ne La figlia di Joe
- Carlo Cosolo in Hawaii Five-0
- Marco Mete in Blue Bloods
- Gino La Monica ne In the Blood
- Renzo Stacchi in Missione suicida
- Teo Bellia in Run Hide Fight - Sotto assedio
- Giorgio Melazzi in Una squadra di 12 orfani
- Enrico Di Troia in C'era una volta in America (ridoppiaggio)